# یوشیکو سمبون
یوشیکو سمبون (انگلیسی: Yoshiko Sembon; ۶ نوامبر ۱۹۲۸ – ) کارگردان فیلم، و فیلم‌نامه‌نویس اهل ژاپن بود.